# Egelsee (Hofstetten)
Der Egelsee ist ein kleiner See mit 2 Hektar Wasserfläche auf dem Gebiet der Gemeinde Hofstetten im oberbayerischen Landkreis Landsberg am Lech.

## Lage
Der Egelsee liegt in einer flachen, sumpfigen Senke, die aus einem würmeiszeitlichen Toteiskessel hervorgegangen ist. In der unmittelbaren Umgebung erheben sich mehrere Moränenhügel. Westlich liegt der Ortsteil Hagenheim.
Der See ist stellenweise von Seerosen bedeckt und von einem Schilfgürtel umgeben. Am Nordufer befindet sich eine Fischerhütte.
Südlich des Egelsees befinden sich zwei weitere kleine Toteiskessel, wovon der südlichere als Geotop ausgewiesen ist.

## Nutzung
Der See wird von einem örtlichen Fischereiverein bewirtschaftet, in dem See finden sich Karpfen, Hechte, Zander, Regenbogenforellen, Barsche, Rotaugen und Brachsen.
Im Sommer wird der See auch zum Baden genutzt.